# Велике яблуко (Онтаріо)
Велике яблуко (англ. The Big Apple) — пам'ятка в поселенні Колборн у південній частині канадської провінції Онтаріо. Розташована на південному боці автомагістралі Онтаріо Гайвей 401, на її 497-й розв'язці. Легко впізнавана завдяки конструкції у формі яблука, яка претендує на звання найбільшої подібної конструкції у світі.

## Історія
Ідея Великого яблука належить австралійцю Джорджу Бойкотту, який іммігрував до Канади 1976 року. Він надиха́вся Великим ананасом, розташованим у прибережному районі Саншайн-Кост в австралійському штаті Квінсленд. Бойкотт продав усі шість австралійських піцерій, які йому належали, а потім 1976 року переїхав до Колберна. Село було відоме тим, що тут був один із найбільших у провінції Онтаріо районів вирощування яблук. Бойкотт продав свою нерухомість в Онтаріо для подальшого фінансування будівництва Великого яблука. 1983 року він познайомився з будівельником Генрі Менсеном, разом з яким почав складати плани будівництва Великого яблука протягом наступних п'яти років.

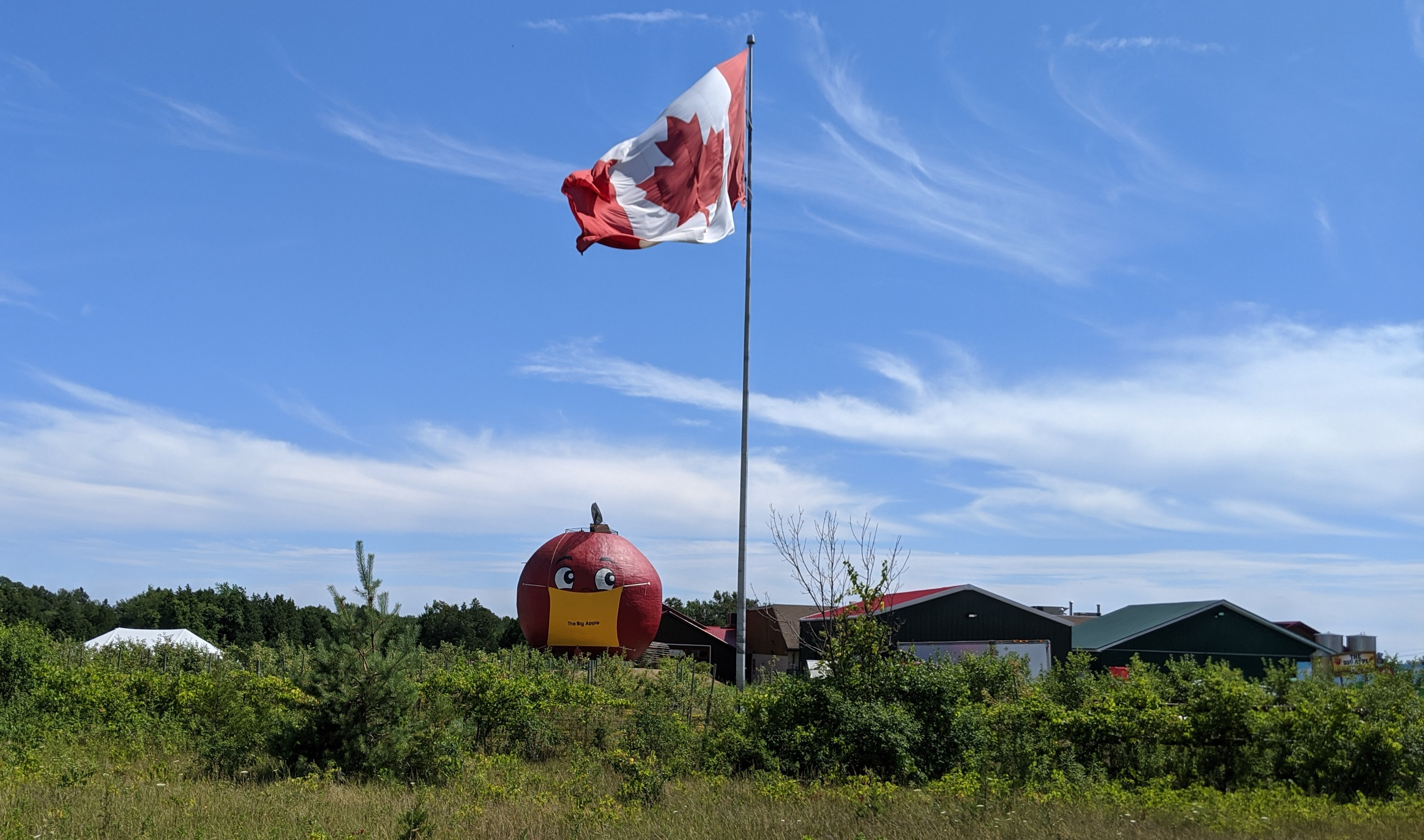
Велике яблуко в масці під час Covid-19

Витрати на будівництво Великого яблука, яке відкрилося 1987 року, покривалися за рахунок державної позики та інвестицій Дуга Резерфорда, який володів місцевою транспортною компанією. 1992 році Бойкотт продав свою частку у Великому яблуку і згодом перейшов у сферу нерухомості та місцевої політики; протягом наступних чотирнадцяти років він обіймав кілька державних посад, зокрема, став останнім мером Колберна аж до злиття поселення з містечком Крамахе, яке відбулося 2001 року. 2013 року на Великому яблуку з'явилося намальоване обличчя. У квітні 2020 року, під час пандемії COVID-19 в Онтаріо , співробітники Великого яблука пожертвували на допомогу працівникам канадських лікарень та шпиталів кілька тисяч яблучних пирогів. У липні 2020 року, на знак підтримки хірургів, які працюють у провінції, на Велике яблуко було одягнено медичну маску.

## Пам'ятки

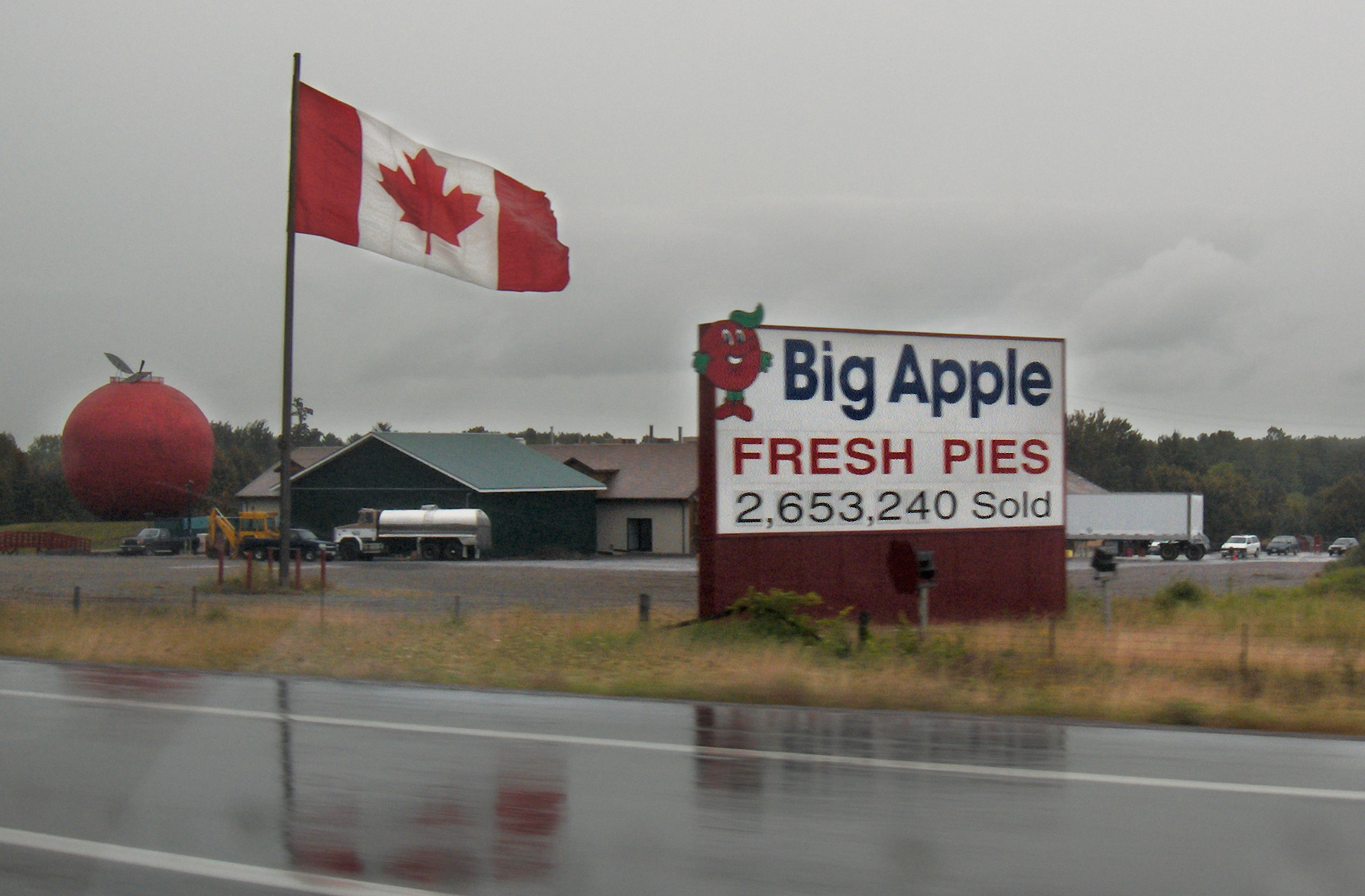
Вигляд з боку (2006 рік)

Головною пам'яткою є однойменне Велике яблуко, споруда у формі яблука заввишки 12,1 м (40 фут) і завширшки 11,5 м (38 фут), що носить назву «Містер Яблукоголовий» (англ. Mr. Applehead). Велике яблуко претендує на звання найбільшої яблукоподібної споруди у світі. В інтер'єрі конструкції викоричтано деталі на основі яблука, а на даху розташовується оглядовий майданчик. Загальна маса Великого яблука становить 42 тонни, припускають, що воно може вмістити в собі 650 000 яблук. Окрім споруди у формі яблука, Велике яблуко включає ресторан, цех із виготовлення пиріжків, сувенірний магазин, зоопарк і парк розваг, а також мініатюрне поле для гольфу. Щорічно Велике яблуко відвідують понад 500 000 осіб, щотижня тут продають близько 2000 яблучних пирогів, а від моменту відкриття продано більше 7,9 мільйонів пирогів.